# 美丽中国 (阿鲁阿卓歌曲)
美丽中国是阿鲁阿卓于2013年演唱的歌曲，2022年8月，由于抖音上有网友翻唱乃至大量网友云合唱该曲并伴随大量网友开始怀念之前春节氛围（而且有的还出现各地放烟花场景）导致此曲再度流行